# Horaga sikkima
Horaga sikkima är en fjärilsart som beskrevs av Moore 1883. Horaga sikkima ingår i släktet Horaga och familjen juvelvingar. Inga underarter finns listade i Catalogue of Life.